# Chogri
Chogri, ook geschreven als Chokri is een Tibetaans boeddhistisch klooster in Oost-Tibet.
Dagsay Rinpoche was de tulku van het klooster tijdens de Tibetaanse diaspora in 1959, waarna hij naar India vluchtte om aan gevangenschap te ontkomen. Daar besloot hij eerst zijn studie en boeddhistische praktijk voort te zetten tot de veertiende dalai lama Tenzin Gyatso hem in 1965 vroeg naar Zwitserland te reizen om daar als lama te dienen voor een groep van duizend opgenomen Tibetaanse immigranten. Het klooster werd tijdens de bezetting van China beschadigd. Vanuit Zwitserland coördineert Dagsay restauratiewerkzaamheden.
Tijdens de opstand in Tibet van maart 2008 werd een monnik van Chogri door het Chinese leger doodgeschoten en een andere zwaargewond door een schotwond in de nier bij een protestmars op 24 maart van 200 nonnen van het klooster Ngang-khong en 150 van Khasum en 200 monniken van Chogri.